# Hundred (novela ligera)
Hundred (ハンドレッド Handoreddo?) es una serie de novelas ligeras escritas por Jun Misaki e ilustradas por Nekosuke Ōkuma. SB Creative ha publicado 14 novelas desde el 15 de noviembre del 2012 bajo su imprenta GA Bunko. Una adaptación a manga con arte de Sasayuki fue serializada en la revista Dragon Age de Fujimi Shobo. Una adaptación a anime, producida por Production IMS y dirigida por Tomoki Kobayashi, se emitió entre el 4 de abril y el 21 de junio de 2016.

## Sinopsis
Los Hundred, las únicas armas que pueden enfrentarse a las misteriosas formas de vida llamadas Savage que atacan la Tierra. Para convertirse en un Slayer entrenado en el uso de los Hundred, Hayato Kisaragi, se une a la ciudad-barco academia Little Garden, a cambio de tratar la enfermedad de su hermana Karen. En Little Garden, Hayato se encuentra con Emil Crossford, un misterioso joven que sabe mucho sobre él y que además oculta algo, y con Claire Harvey, la Presidente del Consejo Estudiantil, quien también parece tener un interés especial. Hayato dará todo de sí para enfrentarse a los monstruosos Savages, y resolver todas las dudas sobre él, su pasado y sobre la gente que lo rodea.

## Personajes
Hayato Kisaragi (如月 ハヤト Kisaragi Hayato)
Seiyū: Yoshiaki Hasegawa, Katō Atsuko (Niño)
Hayato es el protagonista principal de Hundred. Originario del territorio de Yamato, creció en un orfanato hasta la secundaria, cuando se inscribió en Little Garden con el objetivo de convertirse en un guerrero Slayer para costear el tratamiento médico de su hermana Karen. Debido a que su examen de admisión fue el de más alta calificación en la historia de la institución, Hayato enseguida llamó la atención de todos. Hayato es un Variant, un infectado por el virus Savage, el cual lo contrajo al succionar la herida de una niña llamada Emilia tras ser atacada por uno de los monstruos, años atrás. Despierta su poder Variant durante un duelo con Claire, el cual luego puede controlar gracias a la ayuda de Emile (Emilia). Tiende a terminar en situaciones indecorosas con las mujeres debido a su timidez en este aspecto. Su Hundred le da una poderosa armadura y una espada llamada "hien"
Emilia Hammett (エミリア・ハーミット Emiria Hāmitto)
Seiyū: Rumi Ōkubo
Emilia es una chica de cabello blanco del Imperio de Britannia y la compañera de cuarto de Hayato. Ella inicialmente finge ser un chico llamado Emil Crossford (エミール・クロスフォード Emīru Kurosufōdo), para poder compartir la habitación con Hayato. En un ataque a un Savage, Emillia es lastimada, revelando su verdadero género a Hayato, el cual descubre que ella es la niña que el salvó del ataque de un Savage, convirtiéndose ambos en Variant. Desde ese momento ella se enamoró de él, lo buscó y lo encontró finalmente en Little Garden. Ella es una ciudadana del Imperio Gutenberg de nacimiento, y eventualmente ella revela que es en realidad Emilia Gutenberg (エミリア・グーデンブルク Emiria Gūtenberugu), la tercera princesa del Imperio. Su hundred se transforma en cañones blancos que disparan rayos y se pueden convertir en cualquier arma. 
Claire Harvey (クレア・ハーヴェイ Kurea Hāvei)
Seiyū: M.A.O
La Slayer de rango más alto en Little Garden originaria de los Estados Unidos de Liberia. Llamada "Perfect Queen", Hayato es forzado a tener un duelo con ella para detener que ella expulse a dos estudiantes que llegaron tarde a la ceremonia de entrada por buscarlo, en donde el revela su poder como Variant, emparejándose en habilidad con Claire. Durante el duelo, Hayato accidentalmente manosea a Claire, lo que provoca que ambos se avergüencen. Pero ella también se termina enamorando de él tras otras situaciones indecorosas, cambiando su actitud dura por algo más accesible, rivalizando con Emilia y Sakura por Hayato. Su hundred consta de columnas flotantes que disparan rayos y se combinan para formar una bazuca.
Karen Kisaragi (如月 カレン Kisaragi Karen)
Seiyū: Kaya Okuno
La hermana menor de Hayato. Desde pequeña sufre una enfermedad que la debilita, pero gracias al cariño de su hermano y de las canciones de Sakura, ella sigue adelante, saliendo a veces en su silla de ruedas. Sakura es su ídolo, y se vuelve su mejor amiga tras conocerla personalmente gracias a Hayato. Con la ayuda de Sakura y Charlotte consigue tener un hundred que la hace ponerse de pie y levitar.
Sakura Kirishima (霧島 サクラ Kirishima Sakura)
Seiyū: Mayu Yoshioka
Es una Pop Idol de audiencia mundial, y la ídolo de Karen. Tras ver en batalla las habilidades y coraje de Hayato, se sintió atraída y lo contrata como guardaespaldas personal, solo para tener una cita y seducirlo. Además, le confía de que también es un Variant pero a diferencia de él, ella fue sujeto de pruebas de experimentos con el virus Savage. Tras cantar una melodía, Hayato se da cuenta de que cuando eran más chicos, Sakura se la había cantado a él y a su hermana, agradeciéndole. Sakura se enamora aún más de Hayato por haber sido su inspiración. A tal punto de inscribirse en Little Garden solo para estar cerca suyo. Sakura posee un hundred que le permite volar y crear campos de fuerza. 
Charlotte Dimandias (シャーロット・ディマンディウス Shārotto Dimandiusu)
Seiyū: Yui Horie
Es la principal cientìfica de Little Garden, y la creadora de los Hundred, una de las más reconocidas en el mundo. Al parecer, conoce a Emilia y a Sakura desde su infancia y fue la que las ayudó a controlar su estado Variant. Además estudió la enfermedad de Karen y la hizo compatible con un Hundred. Es de apariencia loli a pesar de ser más adulta y siempre aparece con una paleta o chupetín.
Meimei (メイメイ)
Seiyū: Ayaka Imamura
MeiMei es la simpática ayudante de Charlotte, una Ginoide (androide femenino). Viste como una "maid" y frecuentemente es la que interactúa con la computadora LiZa.
Fritz Grantz (フリッツ・グランツ Furittsu Gurantsu)
Seiyū: Wataru Hatano
Fritz es un compañero de Hayato y Emilia, algo descuidado pero leal y valiente. Trata a Latía como si fuera su hermanita, pero hacen un gran equipo. Su hundred es un rifle de precisión y binoculares con mira.
Latia Saint-Émilion (レイティア・サンテミリオン Reitia Santemirion) 
Seiyū: Yuka Ōtsubo
A pesar de parecer pequeña, Latía es impulsiva y aguerrida, más que su compañero Fritz, a quien regaña por tratarla como una niña. Su sueño era entrar al escuadrón de misiones de Little Garden, lo que logró junto con Fritz tras ayudar a Hayato a derrotar a un Savage. Su Hundred son guantes y botas que aumentan su fuerza en el cuerpo a cuerpo.
Erica Candle (エリカ・キャンドル Erika Kyandoru)
Seiyū: Yui Makino
Erica es la tercera al mando del Consejo Escolar. Es una chica muy tímida y de una marcada devoción hacia Claire, a tal punto de acosarla y seguirla a donde vaya. Sus lentes permiten analizar zonas y comunicarse con otros sectores, y su hundred le brinda un escudo con una cadena con garfio y faldones de protección. 
Liddy Steinbreg (リディ・スタインバーグ Ridi Sutainbāgu)
Seiyū: Rika Kinugawa
Liddy es la vicepresidenta del Consejo Escolar que dirige Claire. De apariencia y carácter rudo, es totalmente leal a Claire, teniendo a veces comportamientos lésbicos. No se lleva bien con los chicos, rivalizando en algunas ocasiones con Hayato y con "Émile". Su hundred le otorga una lanza- taladro y un escudo. 
Souffle Clearrail (スフレ・クリアレール Sufure Kuriarēru)
Seiyū: Rina Satō
Es la asistente y tutora de Sakura, a quien protege desde niña. Es genetista y ayudó a Charlotte a controlar el virus Variant de Sakura.
Vitaly Tynyanov (ヴィタリー・トゥイニャーノフ Vitarī Tuinyānofu)
Seiyū: Romi Park
Es la antagonista principal. Trabajaba en la organización Warslan, investigando el efecto de los núcleos de Savage en huéspedes (entre ellos Sakura) para crear superhumanos. Se retiró de la organización para crear su propio ejército de Slayers (Hunters) y vengarse de los Harvey y de Warslan. Sobre todo de Judal, hermano mayor de Claire, con quien tuvo una relación amorosa. En la invasión a Little Garden, es abatida por Judal.
Krovanh Olfred (クロヴァン・オルフレッド Kurovan Orufureddo), Nesat Olfred (ネサット・オルフレッド Nesatto Orufureddo) y Nakri Olfred (ナクリー・オルフレッド Nakurī Orufureddo)
Seiyous: Yuuhei Takagi, Saori Oonishi y Machico
Son los Hunters al servicio de Vitaly. Aceptaron trabajar para ella tras ser encontrados y curados. A diferencia de Krovanh y Nakri, de comportamiento tumultuoso y agitado, Nesat es más retraída. Además ella tiene su hundred incrustado en su ojo, el cual se lastimó tras escapar de un Savage. Confrontan en las Islas Zwei con Hayato y Emilia, los cuales los intentan convencer para que trabajen en forma más justa y sin depender de Vitaly. Terminan refugiados en Little Garden, libres del control de la despechada científica.
Judal Harvey (ジュダル・ハーヴェイ Judaru Hāvei)
Seiyū: Yoshimasa Hosoya
Es el presidente de Warslan y hermano mayor de Claire. Es muy misterioso, predijo la invasión de Vitaly y la detuvo antes de que ella intente destruir a LiZa, la computadora central de Little Garden, que en realidad es Liza Harvey, hermana menor de Judal y Claire. Es distante pero ayuda a su hermana si lo necesita.
LiZa/Liza Harvey ( リサ Risa / リサ・ハーヴェイ Risa Hāvei)
LiZa es el nombre de la supercomputadora que controla Little Garden. Pero en realidad es la manifestación de la conciencia de Liza Harvey, hermana menor de Judal y Claire. Es la primera variant conocida, y la más poderosa, la cual cayo en un estado de inconsciencia física, tras defender a sus hermanos de un ataque de un Savage con una explosión de energía. A pesar de estar inconsciente, emana una cantidad impresionante de energía, que es aprovechada para que Little Garden funcione. Su hermano le pide a Hayato que la despierte por medio de contacto físico, y justo cuando Vitaly invadió su cámara de reposo, Liza la detuvo y evitó que le hiciera daño a Judal. Luego se proyecta ante Hayato y lo anima a seguir luchando contra los Savages creados por Vitaly, besándolo y ayudando a controlar su poder Variant.

## Medios de comunicación

### Novela ligera
La novela ligera es escrita por Jun misaki, con ilustraciones de Nekosuke Ōkuma. SB Creative publicó el primer volumen el 15 de noviembre de 2012 bajo su imprenta GA Bunko, y once volúmenes han sido publicados hasta el 15 de junio de 2016.

#### Lista de volúmenes
| Núm. | Fecha de publicación    | ISBN                                                             |
| ---- | ----------------------- | ---------------------------------------------------------------- |
| 1    | 15 de noviembre de 2012 | ISBN 978-4-7973-7192-5                                           |
| 2    | 15 de marzo de 2013     | ISBN 978-4-7973-7309-7                                           |
| 3    | 16 de julio de 2013     | ISBN 978-4-7973-7484-1                                           |
| 4    | 16 de diciembre de 2013 | ISBN 978-4-7973-7583-1                                           |
| 5    | 15 de mayo de 2014      | ISBN 978-4-7973-7715-6                                           |
| 6    | 15 de octubre de 2014   | ISBN 978-4-7973-8039-2                                           |
| 7    | 13 de marzo de 2015     | ISBN 978-4-7973-8278-5                                           |
| 8    | 12 de agosto de 2015    | ISBN 978-4-7973-8469-7                                           |
| 9    | 15 de diciembre de 2015 | ISBN 978-4-7973-8603-5                                           |
| 10   | 15 de abril de 2016     | ISBN 978-4-7973-8693-6                                           |
| 11   | 15 de junio de 2016     | ISBN 978-4-7973-8716-2 ISBN 978-4-7973-8717-9 (edición especial) |
| 12   | 15 de noviembre de 2016 | ISBN 978-4-7973-8985-2                                           |
| 13   | 15 de mayo de 2017      | ISBN 978-4-7973-9279-1                                           |
| 14   | 15 de diciembre de 2017 | ISBN 978-4-7973-9525-9                                           |

### Manga
Una adaptación a manga, ilustrada por Sasayuki, fue serializada en la revista de manga shōnen de Fujimi Shobo Monthly Dragon Age entre diciembre del 2013 y enero de 2015. Dos volúmenes tankōbon fueron publicados hasta el 8 de agosto de 2015.

#### Volúmenes
| Núm. | Fecha de publicación | ISBN                   |
| ---- | -------------------- | ---------------------- |
| 1    | 8 de agosto de 2015  | ISBN 978-4-04-070172-1 |
| 2    | 8 de agosto de 2015  | ISBN 978-4-04-070661-0 |

#### Hundred Radiant Red Rose
Hundred Radiant Red Rose (ハンドレッド Radiant Red Rose) es una serie de manga que comenzó a ser publicada desde la edición de mayo de 2016 en la revista Comic Rex, con ilustraciones de Onoimo, la historia es protagonizada por Claire Harvey.

##### Volúmenes
| Núm. | Fecha de publicación | ISBN                   |
| ---- | -------------------- | ---------------------- |
| 1    | 27 de junio de 2016  | ISBN 978-4-7580-6592-4 |

### Anime
Una adaptación a anime, producida por Production IMS y dirigida por Tomoki Kobayashi. Se estrenó el 4 de abril de 2016. Miyu Matsuki fue originalmente la Seiyū de Charlotte Dimandias, pero fue reemplazada por Yui Horie después de su muerte en octubre de 2015. El opening es "Bloodred" interpretado por D-Selections, y el primer ending es "Eyes On Me" interpretado por Rumi Ōkubo (Emilia) y Mayu Yoshioka (Sakura). El segundo ending es "Tabooless" es interpretado por M.A.O (Claire), Rikka Kinugawa (Liddy), y Yui Makino (Erica). El tercer ending es "Hardy Buddy" interpretado por Yuka Ōtsubo (Latia) y Wataru Hatano (Fritz). El cuarto ending es "Jewels Of Love" interpretado por Mayu Yoshioka (Sakura) y Kaya Okuno (Karen)
La serie se divide en cuatro sagas de tres episodios, relacionados con el ingreso de Hayato a Little Garden, su misión de guardaespaldas de Sakura Kirishima, el operativo de eliminación masiva de Savages y el ataque de la Dra. Tynyanov a Little Garden.

#### Lista de episodios
| # | Título | Estreno             |
| --- | --- | ------------------- |
| 1 | «"Little Garden"» «"Ritoru Gāden"» ("リトルガーデン")                                                                                   | 5 de abril de 2016  |
| Tras tener un retrospectiva de su infancia, Hayato Kisaragi arriba al gran barco-ciudad Little Garden, en donde entrenará para convertirse en un soldado (Slayer), y así ayudar a los demás, estableciendo como única condición para ello que le brinden el tratamiento médico a su hermana Karen. Al llegar, es abordado por una multitud, debido a sus increíbles notas de ingreso, pero es rescatado por Emil Crossford, su misteriosamente afectuoso compañero de cuarto. En la ceremonia de ingreso conoce a la presidenta del Consejo Estudiantil, Claire Harvey, y cuestiona la decisión de ella de expulsar a dos estudiantes que llegaron tarde. Claire reconoce a Hayato y lo reta a un duelo de Hundreds. | |                     |
| 2 | «"La Absolutamente Imbatible Reina (Perfect Queen)"» «"Zettai Muteki no Joō (Pāfekuto Kuīn)"» ("絶対無敵の女王 (パーフェクトクイーン)") | 12 de abril de 2016 |
| Tras familiarizarse con su Hundred, gracias a la investigadora Charlotte Dimandias y a entrenar con Emile, Hayato se enfrenta a Claire, la cual le da la ventaja de no usar su poder y permitir el apoyo logístico de Emile. Al primer movimiento, Hayato accidentalmente toca un seno de Claire, lo que provoca la vergüenza e ira de esta, atacándolo sin cesar. Arrinconado, Hayato libera su poder de Variant y se descontrola, dejando casi derrotada a Claire, la cual usa su Hundred al máximo, al igual que Hayato. La presidenta lo derrota, pero asombrada y frustrada por el poder del novato, determina un empate, levantando el castigo a las estudiantes. Al día siguiente, Hayato y Emile salen a pasear por el centro comercial de Little Garden, en donde son abordados primero por Karen, y luego por Claire, sus vicepresidentes Liddy Steinberg y Erica Candle, Su ayudante Chris Steinbelt y por Charlotte. Claire induce a Hayato y Emile a ser parte de la Selección de Slayers. Justo en ese instante, surge una alerta Savage en las islas Zwei, y por sugerencia de Charlotte, Claire se lleva a los novatos. | |                     |
| 3 | «"Despertar Variant"» «"Varianto kakusei"» ("ヴァリアント覚醒")                                                                         | 19 de abril de 2016 |
| El escuadrón liderado por Claire llega a Zwei y derrotan a un Savage ordinario para dar referencia a Hayato y Emile. Estos dos forman otro equipo y derrotan a un segundo Savage, sin problemas. Un tercer Savage, más poderoso, es abordado por Claire, Liddy y Erica, pero son derrotadas. Claire busca un ataque final pero es superada y rescatada al último momento por Hayato, haciendo que ella se avergüense y comience a sentir afecto por él. Hayato y Emile combaten al Savage sin éxito, en el ataque, Emile revela su secreto: en realidad es Emilia, la niña que Hayato rescató años atrás de un Savage. Hayato pierde la razón y libera su poder Variant, sin embargo Emilia lo besa y logra controlarlo. Hayato derrota al Savage y Emilia lo ayuda a recuperarse, revelando también el secreto de su verdadero género a una incrédula y celosa Claire. Tras la lucha, Emilia cuenta toda la historia a Hayato, este por un momento se desvanece y Emilia lo besa nuevamente para reanimarlo. Claire irrumpe en la habitación para llevarse a Emilia a su nuevo cuarto, descubriéndolos. Hayato se tropieza con Emilia y besa accidentalmente a Claire, la cual queda anonadada, y ambas chicas luchan entre sí por Hayato. | |                     |
| 4 | «"Escolta"» «"Bodīgādo"» ("ボディーガード")                                                                                             | 26 de abril de 2016 |
| La cantante Sakura Kirishima, la diva mundial e ídolo de Karen, tuvo que postergar su actuación en Zwei por el ataque de los Savage, pero al acordar una nueva presentación, busca contactarse con el héroe que salvó a los habitantes de las islas. Hayato se convierte en su guardaespaldas personal ante la sorpresa de Karen. Sakura llega al hotel con Hayato e intenta seducirlo. Durante el día, Hayato acompaña a Sakura a sus compromisos. Luego a la noche, decide bañarse en unas termas públicas, en donde se encuentra con Emilia, y terminan bañándose juntos. | |                     |
| 5 | «"Chica de imitación"» «"Imitēshon Gāru"» ("イミテーション・ガール")                                                                    | 3 de mayo de 2016   |
| Al día siguiente, Hayato, con la mañana libre, es requerido primero por Claire, quien lo invita a su casa de verano para, luego de situaciones indecorosas, comunicarle de hechos misteriosos relacionados con los Savage, ordenándole una vigilancia más estricta sobre Sakura. Hayato luego tiene una cita con Emilia, vestida de mujer, pero cuando ella fue a buscar unos refrescos, Claire lo llama para comunicarle sobre la desaparición de Sakura, la cual minutos después lo encuentra y salen a pasear por las islas (dejando sola a Emilia, previo aviso de Hayato), en donde ambos se dan cuenta de que se habían encontrado cuando eran chicos, Hayato había elogiado la voz de Sakura, animándose esta a empezar la carrera musical. Además Sakura revela que es una Variant, pero inducida por los experimentos de Vitaly Tynyanov, siendo rescatada por su tutora Souffle y por Charlotte. Hayato también le dice que es un Variant, haciendo que Sakura se enamore más profundamente de él. | |                     |
| 6 | «"Canción de amor de la Diva"» «"Utahime no Rabu Songu"» ("歌姫のラブソング")                                                           | 10 de mayo de 2016  |
| Hayato y Sakura regresan al hotel, pero en el camino son emboscados por un Savage. Ambos lo combaten y lo derrotan, pero un Savage más poderoso aparece. El esfuerzo combinado de Hayato y Sakura no es suficiente, pero ambos son reforzados por Emilia, Fritz y Latia. Desafortunadamente, el Savage puede curarse y se dificulta la lucha, además, tres misteriosos jóvenes los neutralizan y derrotan al Savage, robando sus núcleos. Los guerreros misteriosos se identifican como Hunters de Vitaly y huyen. Ya en el recital, Claire revela que esos Hunters son Variants inducidos, como Sakura, y que buscan los núcleos de los Savages por ser los precursores de los Cristales Variables activadores de Hundreds. El recital de Sakura es todo un éxito, y esta agradece a los Slayers por su ayuda, en especial a Hayato, a quien despide con un beso, ante la mirada celosa de Emilia y Claire. Días después, Sakura despierta a Hayato en su habitación, confesándole que se inscribió a Little Garden solo por él. Claire y Emilia irrumpen y las tres luchan, ante el desconcierto de Hayato. | |                     |
| 7 | «"La Bella Durmiente Capturada"» «"Toraware no Ibarahime"» ("囚われの荊姫")                                                             | 17 de mayo de 2016  |
| Claire invita a Hayato y sus amigos a un día de playa (en donde ella, Emilia y Sakura siguen rivalizando por el), hasta que son interrumpidos por Judal Harvey, hermano de Claire y presidente de Warslan, la organización creadora de los Hundred, para una charla personal con su hermana. Más tarde en la institución, Claire informa a Hayato y Emilia de una misión de rastreo y eliminación de Savages en un bosque, en conjunto con los ejércitos de las Naciones Unidas, además de la inclusión de Fritz y Latia en la Selección. Judal encara a Hayato y le pide que lo siga, hasta la cámara central de Little Garden, en donde le revela la verdadera fuente de poder de la nave: LiZa, quien en realidad es Liza Harvey, hermana de Judal y Claire. Y le pide que la despierte con sus poderes, ante una confundida Claire, quien los encuentra. El poder de Hayato aún no es suficiente, pero además Judal revela un plan para capturar a Vitaly. En los preparativos para la misión, Emilia se reencuentra con Claudia Lowetti, su amiga de la infancia, la cual le pide que vuelva a Gutenburg, su tierra natal, revelando que es una princesa. Emilia se niega por estar enamorada de Hayato, por eso Claudia lo reta a un duelo, en donde pierde. Emilia le confiesa definitivamente a Hayato su origen real y su nombre verdadero: Emilia Gutenburg. | |                     |
| 8 | «"Noche en el Lago"» «"Kohan no Yoru"» ("湖畔の夜")                                                                                     | 24 de mayo de 2016  |
| Los escuadrones llegan al campo de batalla, Hayato, Emilia, Claudia, Claire y Erica comparten la división, con algunos inconvenientes. A pesar de todo, logran vencer a varios Savages. Esa noche se turnan dos equipos para vigilar y descansar: mientras Hayato, Claire y Claudia descansan, Emilia y Erica vigilan. Después de cambiar la guardia, Claudia engaña a Hayato y Claire para que vayan solos a un lago, porque según ella, vio una sombra. Casualmente, Hayato y Claire encuentran y vencen a un Savage, y se quedan en el lago reflexionando. Emilia trata de comunicarse con ellos, pero la señal ha sido distorsionada por los Hunters. Hayato recibe una débil señal de la división de Liddy, Fritz y Latia. Claire ordena a Hayato regresar al campamento mientras ella llega con sus compañeros, quienes fueron derrotados por los Hunters, y derrota fácilmente a Nakri, la menor de ellos. Krovanh y Nesat, los otros dos, preparan el contraataque. | |                     |
| 9 | «"Tipo Dragón (Dragon Type)"» «"Shinshu (Doragon Taipu)"» ("新種 (ドラゴンタイプ)")                                                     | 31 de mayo de 2016  |
| Claire lucha con los Hunters, teniendo desventaja por la lluvia, siendo acorralada. Pero llegan Hayato y el resto y logran derrotarlos temporalmente, hasta que un gran Savage con forma de dragón los ataca. Krovanh decide atacarlo por su cuenta pero es fácilmente vencido. Sin otra alternativa, los hunters deciden aliarse con los Slayers para un ataque conjunto. El primer ataque no es suficiente, y LiZa y Charlotte ofrecen como última alternativa que Hayato comparta su poder variant con Claire, por medio de un beso. Todos, inclusive Emilia a duras penas, aceptan la propuesta y ambos se besan. Luego se lanza un segundo ataque masivo, con un mejor efecto para que después Hayatolo remate con su máximo poder, quedando inconsciente en el proceso. Emilia lo rescata y besa. El escuadrón de Little Garden regresa a la fortaleza, llevándose consigo a los Hunters. | |                     |
| 10 | «"Festival Escolar"» «"Gakuen Fesuta"» ("学園祭 (フェスタ)")                                                                            | 7 de junio de 2016  |
| Little Garden cumple dos años y se monta una gran fiesta en toda la nave. Los países aliados ofrecieron su seguridad para el evento, y aparte de los preparativos, Sakura ofrecerá un concierto, con una invitada especial: Karen, la cual cumpliría su sueño de cantar con su ídolo, para ello Charlotte diseño un Hundred especial para ella. En un rato libre, Hayato y Emilia recorren la ciudad y terminan en un "Maid Cafe" en el que colaboraron Erica y Latia. Erica fuerza a Emilia a disfrazarse de "Maid" y a que Hayato toque sus pechos. Tras ser animadas por Hayato y Judar, Sakura y Karen salen al escenario y deslumbran con sus canciones a la audiencia. Mientras por otro lado, Vitaly logra infiltrarse en Little Garden. | |                     |
| 11 | «"Garden Crisis"» «"Gādenzu Kuraishisu"» ("ガーデンズ・クライシス")                                                                     | 14 de junio de 2016 |
| Todos disfrutan del concierto de Sakura y Karen, sin embargo Chris descubre a Wendy Velvet, una estudiante de Liberia, inconsciente después de ser hipnotizada por Vitaly. En ese mismo momento, unas ciber-abejas comienzan a atacar transformadores de energía. Claire despliega el protocolo de emergencia, tratando Sakura y Karen de calmar al público. Junto a las abejas, aparecen Savages sin núcleo, creados por la misma Vitaly: los Replicantes, quienes resultan ser más fuertes que los mismísimos Savages, atacando por todos los frentes. Mientras tanto, Vitaly llega con los Hunters para rescatarlos, pero ellos se niegan al enterarse de que ella está atacando a la gente, sin más remedio, Vitaly se los lleva a la fuerza, hipnotizándolos y lastimando a MeiMei. | |                     |
| 12 | «"Amigos"» «"Nakama"» ("仲間") | 21 de junio de 2016 |
| Las defensas de Little Garden resisten como pueden, mientras Vitaly y los hipnotizados Slayers van al cuarto de descanso de Liza, sin embargo, MeiMei logra averiar el hipnotizador de Vitaly, a costo de otra herida, la desquiciada doctora logra escapar, dejando atrás a sus antiguos aliados. Vitaly llega a la cámara de energía, pero es recibida por Judar y una despierta Liza, la cual protege a su hermano. En última instancia, Judar hiere de muerte a Vitaly. Afuera, los Replicants neutralizan a los Slayers con un sonido paralizador, pero Liza se aparece ante Sakura y Karen, les pide que canten y le da energía a esta última para ponerse de pie. La canción contrarresta el sonido de los Replicants, quienes vuelven a la acción. Hayato queda sin energía y el Replicant más poderoso penetra la barrera protectora. Los Hunters se unen a la batalla pero también son derrotados. En un intento desesperado, Nesat asimila al Replicant, pero pierde el control de sí misma, como Liza en su momento. Claire está dispuesta a eliminarla, sin embargo Hayato, curado por un beso de Liza, le pide que se detenga y consigue calmar a Nesat y controlar su poder. Tras la lucha, los Hunters son aceptados en Little Garden. Ya en el festejo de la victoria, Hayato y Emilia deciden oficialmente ser novios, pero son interrumpidos por sus amigos. Emilia les revela su verdadera identidad, dejándolos atónitos, salvo a Claire, quien en un arrebato de celos les dispara. | |                     |